# Флора (футбольний клуб)
«Флора» (ест. FC Flora) — естонський футбольний клуб з міста Таллінн, заснований у 1990 році.

## Досягнення
- Чемпіон Естонії (15): 1993/1994, 1994/1995, 1997/1998, 1998 (осінь), 2001, 2002, 2003, 2010, 2011, 2015, 2017, 2019, 2020, 2022, 2023 .

- Володар Кубка Естонії (8): 1995, 1998, 2008, 2009, 2011, 2013, 2016, 2020.

- Володар Суперкубка Естонії (12): 1998, 2002, 2003, 2004, 2009, 2011, 2012, 2014, 2016, 2020, 2021, 2024.

- Володар Кубка Лівонії (2): 2011, 2018.

## Виступи в єврокубках
| Сезон   | Змагання       | Раунд                     | Суперник            | Вдома | На виїзді | Разом   |
| ------- | -------------- | ------------------------- | ------------------- | ----- | --------- | ------- |
| 1994–95 | Кубок УЄФА     | Попередній раунд          | Оденсе              | 0–3   | 0–3       | 0–6     |
| 1995–96 | Кубок УЄФА     | Попередній раунд          | Ліллестрем          | 1–0   | 0–4       | 1–4     |
| 1996–97 | Кубок УЄФА     | Попередній раунд          | Гака                | 0–1   | 2–2       | 2–3     |
| 1997–98 | Кубок УЄФА     | 1-й кваліфікаційний раунд | Хапоель Петах-Тіква | 1–2   | 0–1       | 1–3     |
| 1998–99 | Ліга чемпіонів | 1-й кваліфікаційний раунд | Стяуа               | 3–1   | 1–4       | 4–5     |
| 1999–00 | Ліга чемпіонів | 1-й кваліфікаційний раунд | Партизан            | 1–4   | 0–6       | 1–10    |
| 2000–01 | Кубок УЄФА     | Кваліфікаційний раунд     | Брюгге              | 0–2   | 1–4       | 1–6     |
| 2001–02 | Кубок УЄФА     | Кваліфікаційний раунд     | Динамо Загреб       | 0–1   | 0–1       | 0–2     |
| 2002–03 | Ліга чемпіонів | 1-й кваліфікаційний раунд | АПОЕЛ               | 0–0   | 0–1       | 0–1     |
| 2003–04 | Ліга чемпіонів | 1-й кваліфікаційний раунд | Шериф               | 1–1   | 0–1       | 1–2     |
| 2004–05 | Ліга чемпіонів | 1-й кваліфікаційний раунд | Гориця              | 2–4   | 1–3       | 3–7     |
| 2005–06 | Кубок УЄФА     | 1-й кваліфікаційний раунд | Есб'єрг             | 0–6   | 2–1       | 2–7     |
| 2006–07 | Кубок УЄФА     | 1-й кваліфікаційний раунд | Люн                 | 0–0   | 1–1       | 1–1 (г) |
| 2006–07 | Кубок УЄФА     | 2-й кваліфікаційний раунд | Брондбю             | 0–0   | 0–4       | 0–4     |
| 2007–08 | Кубок УЄФА     | 1-й кваліфікаційний раунд | Волеренга           | 0–1   | 0–1       | 0–2     |
| 2008–09 | Кубок УЄФА     | 1-й кваліфікаційний раунд | Юргорден            | 2–2   | 0–0       | 2–2 (г) |
| 2009–10 | Ліга Європи    | 2-й кваліфікаційний раунд | Брондбю             | 1–4   | 1–0       | 2–4     |
| 2010–11 | Ліга Європи    | 1-й кваліфікаційний раунд | Динамо Тбілісі      | 0–0   | 1–2       | 1–2     |
| 2011–12 | Ліга чемпіонів | 2-й кваліфікаційний раунд | Шемрок Роверс       | 0–0   | 0–1       | 0–1     |
| 2012–13 | Ліга чемпіонів | 2-й кваліфікаційний раунд | Базель              | 0–2   | 0–3       | 0–5     |
| 2013–14 | Ліга Європи    | 1-й кваліфікаційний раунд | Кукесі              | 1–1   | 0–0       | 1–1 (г) |
| 2015–16 | Ліга Європи    | 1-й кваліфікаційний раунд | Работнічкі          | 1–0   | 0–2       | 1–2     |
| 2016–17 | Ліга чемпіонів | 1-й кваліфікаційний раунд | Лінкольн Ред Імпс   | 2–1   | 0–2       | 2–3     |
| 2017–18 | Ліга Європи    | 1-й кваліфікаційний раунд | Домжале             | 2–3   | 0–2       | 2–5     |
| 2018–19 | Ліга чемпіонів | 1-й кваліфікаційний раунд | Хапоель Беер-Шева   | 1–4   | 1–3       | 2–7     |
| 2018–19 | Ліга Європи    | 2-й кваліфікаційний раунд | АПОЕЛ               | 2–0   | 0–5       | 2–5     |
| 2019–20 | Ліга Європи    | 1-й кваліфікаційний раунд | Раднички Ниш        | 2–0   | 2–2       | 4–2     |
| 2019–20 | Ліга Європи    | 2-й кваліфікаційний раунд | Айнтрахт Франкфурт  | 1–2   | 1–2       | 2–4     |